# Saddiq Bey
Saddiq Bey (Charlotte, 9 aprile 1999) è un cestista statunitense di ruolo ala piccola, professionista nella NBA con i New Orleans Pelicans.
Nel 2020 è stato insignito del Julius Erving Award.

## Carriera

### High school
Bey ha frequentato la DeMatha Catholic High School nel suo anno da freshman prima di trasferirsi alla Sidwell Friends School, famosa per la sua eccellenza cestistica e accademica. In quell'anno, Bey ha messo a referto 14,5 punti, 6,5 rimbalzi, 2 assist e 2 palle recuperate di media a partita nel suo anno da junior riuscendo così a guidare la sua squadra al titolo. Nel suo anno da senior ha messo a referto in media 21 punti e 8 rimbalzi.

### College
Al suo debutto contro Morgan State, Bey ha chiuso con 16 punti e 4 rimbalzi. Nelle prime 6 partite ha ottenuto 16 punti a partita di media. Come freshman, Bey ha messo a referto 8.2 punti e 5.1 rimbalzi giocando 29 partite su 36 disponibili. È stato inserito nel Big East All-Freshmen Team. Nella sua stagione da sophomore, egli ha messo a referto 16,1 punti, 4,7 rimbalzi e 2,4 assist di media a partita. Nella stessa annata vincerà numerosi premi tra cui il Robert Geasey Trophy e l'inserimento nel First-Team All-Big East. Alla fine della stagione si è dichiarato eleggibile per il Draft NBA 2020.

### NBA

#### Detroit Pistons (2020-2023)
Il 18 novembre 2020 viene chiamato dai Detroit Pistons con la 19ª scelta assoluta al Draft NBA 2020.

## Statistiche

### NCAA
| Anno      | Squadra            | PG | PT | MP   | TC%  | 3P%  | TL%  | RP  | AP  | PRP | SP  | PP   |
| --------- | ------------------ | -- | -- | ---- | ---- | ---- | ---- | --- | --- | --- | --- | ---- |
| 2018-2019 | Villanova Wildcats | 36 | 29 | 29,6 | 45,8 | 37,4 | 64,4 | 5,1 | 1,3 | 0,9 | 0,3 | 8,2  |
| 2019-2020 | Villanova Wildcats | 31 | 31 | 33,9 | 47,7 | 45,1 | 76,9 | 4,7 | 2,4 | 0,8 | 0,4 | 16,1 |
| Carriera  | Carriera           | 67 | 60 | 31,6 | 46,9 | 41,8 | 72,8 | 4,9 | 1,8 | 0,8 | 0,4 | 11,9 |

#### Massimi in carriera
- Massimo di punti: 33 vs Georgetown (11 gennaio 2020)[1]
- Massimo di rimbalzi: 11 vs DePaul (30 gennaio 2019)
- Massimo di assist: 7 vs DePaul (19 febbraio 2020)
- Massimo di palle rubate: 3 (3 volte)
- Massimo di stoppate: 3 vs La Salle (1º dicembre 2019)
- Massimo di minuti giocati: 41 vs DePaul (14 gennaio 2020)

### NBA

#### Regular Season
| Anno      | Squadra         | PG  | PT  | MP   | TC%  | 3P%  | TL%  | RP  | AP  | PRP | SP  | PP   |
| --------- | --------------- | --- | --- | ---- | ---- | ---- | ---- | --- | --- | --- | --- | ---- |
| 2020–2021 | Detroit Pistons | 70  | 53  | 27,3 | 40,4 | 38,0 | 84,4 | 4,5 | 1,4 | 0,7 | 0,2 | 12,2 |
| 2021-2022 | Detroit Pistons | 82  | 82  | 33,0 | 39,6 | 34,6 | 82,7 | 5,4 | 2,8 | 0,9 | 0,2 | 16,1 |
| 2022-2023 | Detroit Pistons | 52  | 30  | 28,8 | 40,4 | 34,5 | 86,1 | 4,7 | 1,6 | 1,0 | 0,2 | 14,8 |
| 2022-2023 | Atlanta Hawks   | 25  | 7   | 25,2 | 47,0 | 40,0 | 86,2 | 4,8 | 1,4 | 0,8 | 0,0 | 11,6 |
| 2023-2024 | Atlanta Hawks   | 63  | 51  | 32,7 | 41,6 | 31,6 | 83,7 | 6,5 | 1,5 | 0,8 | 0,2 | 13,7 |
| Carriera  | Carriera        | 292 | 223 | 30,2 | 40,8 | 35,2 | 84,2 | 5,2 | 1,8 | 0,8 | 0,2 | 14,1 |

#### Play-off
| Anno     | Squadra       | PG | PT | MP   | TC%  | 3P%  | TL%  | RP  | AP  | PRP | SP  | PP  |
| -------- | ------------- | -- | -- | ---- | ---- | ---- | ---- | --- | --- | --- | --- | --- |
| 2023     | Atlanta Hawks | 6  | 0  | 22,2 | 37,5 | 38,9 | 88,9 | 4,0 | 1,0 | 0,5 | 0,0 | 7,5 |
| Carriera | Carriera      | 6  | 0  | 22,2 | 37,5 | 38,9 | 88,9 | 4,0 | 1,0 | 0,5 | 0,0 | 7,5 |

#### Massimi in carriera
- Massimo di punti: 51 vs Orlando Magic (17 marzo 2022)[2]
- Massimo di rimbalzi: 17 vs San Antonio Spurs (1º gennaio 2022)
- Massimo di assist: 8 vs Minnesota Timberwolves (3 febbraio 2023)
- Massimo di palle rubate: 4 (2 volte)
- Massimo di stoppate: 2 (2 volte)
- Massimo di minuti giocati: 47 vs San Antonio Spurs (1º gennaio 2022)

## Palmarès

### Individuale
- NBA All-Rookie First Team (2021)